# Suore francescane missionarie del Sacro Cuore
Le Suore Francescane Missionarie del Sacro Cuore sono un istituto religioso femminile di diritto pontificio: i membri di questa congregazione pospongono al loro nome la sigla F.M.S.C.

## Storia
La congregazione venne fondata dalla nobildonna francese Laura Léroux, vedova del barone de Bauffremont: nel 1859 giunse in Italia con l'intento di impiegare il suo patrimonio per fini benefici ed entrò in contatto con il francescano Gregorio Fioravanti, ministro provinciale dei frati minori del Veneto. Questi le suggerì di istituire un istituto con finalità missionarie e la Léroux, ottenuto il permesso dell'arcivescovo di Udine Giuseppe Luigi Trevisanato (14 novembre 1860), avviò l'erezione di un sontuoso convento in stile gotico a Gemona del Friuli e il 21 aprile 1861 diede inizio alle Francescane Missionarie del Sacro Cuore.
La fondatrice (in religione madre Giuseppa di Gesù) nel 1862 venne ricevuta in udienza a Roma da papa Pio IX che lodò l'istituto, approvato anche civilmente dal Regno Lombardo-Veneto il 28 novembre 1861. Le Francescane Missionarie del Sacro Cuore vennero aggregate all'Ordine dei Frati Minori nel 1892; le loro costituzioni vennero approvate definitivamente dalla Santa Sede il 14 agosto 1905.

## Attività e diffusione
Le Francescane Missionarie del Sacro Cuore si dedicano alle opere educative e di pastorale parrocchiale e giovanile, all'assistenza agli anziani: operano anche nei paesi in via di sviluppo.
Sono presenti in Europa (Albania, Bulgaria, Repubblica Ceca, Cipro, Francia, Italia, Lituania, Lussemburgo, Svizzera), nelle Americhe (Bolivia, Cile, Ecuador, Perù, Stati Uniti d'America), in Asia (Filippine, India, Libano) e in Africa (Camerun, Repubblica Centrafricana, Repubblica Democratica del Congo); la sede generalizia, dal 1943, è a Roma.
Al 31 dicembre 2008 l'istituto contava 701 religiose in 102 case.